# Ghilăvești
Ghilăvești – wieś w Rumunii, w okręgu Bacău, w gminie Vultureni. W 2011 roku liczyła 241 mieszkańców.